# Dominique de Ménil

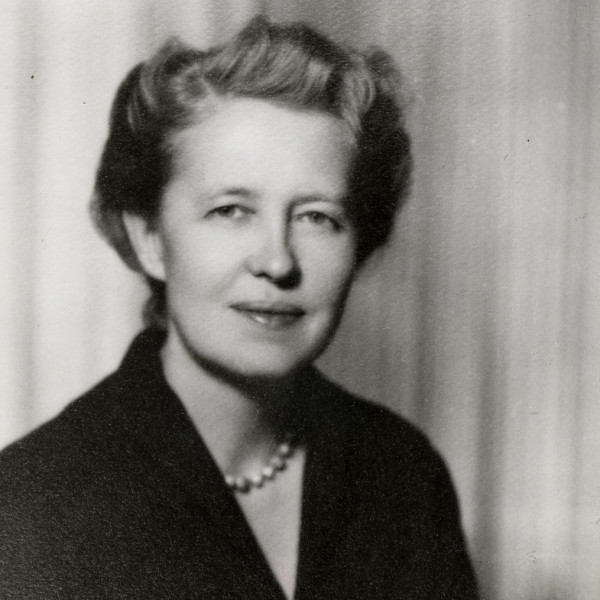
Dominique de Ménil

Dominique de Ménil (* 10. Mai 1908 in Paris als Dominique Schlumberger; † 31. Dezember 1998 in Houston, Texas) war die Erbin von Schlumberger, der weltweit größten Erdölexplorationsfirma, und eine bekannte Sammlerin zeitgenössischer amerikanischer Malerei.

## Biographie
Dominique Schlumberger war die jüngste Tochter des französischen Geophysikers und Geologen Conrad Schlumberger (1878–1936), einem Sohn Paul Schlumbergers (1846–1926) und seiner Frau Marguerite de Witt (1853–1924). Sie wuchs in Frankreich auf. Später studierte sie an der Sorbonne Mathematik und Physik. Am 9. Mai 1931 heiratete sie in Paris den französischen Adligen Jean (John) de Ménil (1904–1973), aus der gemeinsamen Ehe gingen fünf Kinder, Christophe,  Adelaide, Georges, François und Philippa hervor.
Im Jahr 1941 emigrierte das Ehepaar aus dem besetzten Frankreich über England nach New York. Alexander Iolas motivierte Dominique de Ménil eine Kunstsammlung anzulegen und machte sie auf das Werk der Surrealisten aufmerksam.
Die mittlerweile weltweit größte private Kunstsammlung wurde später durch die Menil Collection der Öffentlichkeit zugänglich gemacht. Neben afrikanischer und europäischer Kunst waren auch zeitgenössische amerikanische Künstler zu finden, darunter Jackson Pollock, Barnett Newman, Clyfford Still, Cy Twombly, Robert Motherwell, Willem de Kooning und Mark Rothko. Mit dem damaligen US-Präsidenten Jimmy Carter gründete Dominique de Ménil die Carter-Menil Human Rights Foundation. Von 1986 bis 1994 wurde der Carter-Menil-Award für besondere Verdienste verliehen. Die Auszeichnung war mit 100.000 US-Dollar dotiert.

## Auszeichnung
- 1986 National Medal of Arts